# Universidad de Puerto Varas
La Universidad de Puerto Varas (UPV) fue una universidad privada con su casa central en la ciudad homónima en Chile. Fue fundada en el año 2002, reconocida oficialmente en 2003, y se mantuvo entregando docencia hasta la cancelación del reconocimiento gubernamental en abril de 2005.

## Historia
La Universidad de Puerto Varas se originó a partir de la necesidad comunal y regional de contar con una institución de educación local, enfocada a los problemas locales y con una visión integradora de la realidad local. Las carreras impartidas en la casa de estudio se centraron en entregar valor agregado a las actividades económicas locales y abriéndose un espacio de conocimiento dónde no llegaban las universidades de nivel nacional.
En su corta historia, la universidad logró un acuerdo de cooperación con la Universidad Católica para desarrollar actividades conjuntas entre ambas casas de estudios que no fructifica, en gran parte, por la escasa vida que tuvo la universidad.
A inicios de 2005, el Consejo de Educación del Ministerio de Educación decide revocar el reconocimiento oficial debido a la situación financiera que atravesaba la institución, por la escasa cantidad de alumnos matriculados en la universidad, siendo finalmente absorbidos por la Universidad San Sebastián.